# Der Proletarier aus dem Eulengebirge
Der Proletarier aus dem Eulengebirge war eine deutschsprachige Zeitung mit sozialdemokratischer Ausrichtung, die von 1890 bis 1933 als Regionalblatt in Schlesien erschien.
Die erste Ausgabe der Zeitung erschien am 15. November 1890. Eingestellt wurde die Zeitung, als sie wenige Wochen nach der Machtergreifung der Nationalsozialisten im Februar oder März 1933 verboten wurde.
Die Zeitschrift trug zeitweise den Untertitel Organ für die Interessen der Werkthätigkeit des Volkes in Langenbielau. Der Sitz der Redaktion der Zeitung befand sich in Langenbielau.

## Geschichte
Der erste verantwortliche Redakteur der Zeitung war Max Baginski, der 1891 von der Parteiführung der SPD mit dieser Aufgabe betraut worden war.
Sozial- und literaturgeschichtlich mit erheblichen Folgen war Baginskis Unterstützung des aufstrebenden Schriftstellers Gerhart Hauptmann, den er Anfang der 1890er Jahre zu Recherchen durch die Elendsregionen der schlesischen Arbeiter, an die sich die von ihm geleitete Zeitung richtete, führte. Die Frucht der von dem Proletarier geförderten Recherchen war die Veröffentlichung von Hauptmanns Drama Die Weber, mit dem Hauptmann Öffentlichkeit auf die bedrängten Lebensverhältnisse der schlesischen Weber im ausgehenden 19. Jahrhundert aufmerksam machte.
1891 wurde Baginski, der sich schließlich zum Anarchismus bekannte, wegen Verbreitung radikaler Propaganda für mehr als zwei Jahre inhaftiert. Anschließend ging er 1893 nach Amerika, wo er 1894 Redakteur der Chicagoer Arbeiterzeitung wurde. Spätere verantwortliche Redakteure waren Franz Feldmann und Georg Pelz sowie August Kühn.
Im Jahr 1896 hatte die Zeitung eine Auflage von 5750 Exemplaren und im Jahr 1913 von 9000 Exemplaren erreicht.
Ein letztes Mal wurde die deutsche Öffentlichkeit im Sommer 1932 auf die Zeitung aufmerksam, als die scharf kritische Berichterstattung des letzten verantwortlichen Redakteurs Carl Paeschke zu einem deutschlandweit beachteten terroristischen Anschlag führte: In der Nacht vom 8. zum 9. August 1932 versuchten mehrere SA- und SS-Angehörige ein Attentat mit Sprengstoff auf Paeschke zu verüben: De Plan bestand darin, eine in Brand gesetzte Artilleriekartusche aus dem Ersten Weltkrieg auf Paeschke zu werfen, um ihn entweder zu töten (wie allgemein angenommen wurde) oder ihm mindestens (wie die überlebenden Täter später vor Gericht behaupteten) einen Schrecken einzujagen, als Paeschke sich in seinem Wohnort Reichenbach auf dem Heimweg von einem Café zu seiner Wohnung befand. Die Kartusche detonierte jedoch vorzeitig in der Hand des SS-Mannes Kurt Jaehnke, der die Aufgabe übernommen hatte, den Wurf auszuführen, während dieser sich bereit machte, sie auf Paeschke zu werfen, und verletzte ihn tödlich, während Paeschke unverletzt blieb. Der Schweidnitzer Sprengstoffprozess gegen die überlebenden Attentäter und ihre Hintermänner vom November 1932 war der letzte große politische Prozess der Weimarer Republik.